# Gazza minuta
Gazza minuta е вид бодлоперка от семейство Leiognathidae. Видът не е застрашен от изчезване.

## Разпространение и местообитание
Разпространен е в Австралия, Бангладеш, Бруней, Вануату, Виетнам, Индия, Индонезия, Китай, Мавриций, Мадагаскар, Малайзия, Микронезия, Нова Каледония, Палау, Папуа Нова Гвинея, Провинции в КНР, Саудитска Арабия, Сейшели, Сингапур, Соломонови острови, Сомалия, Тайван, Тайланд, Танзания, Фиджи, Филипини, Хонконг, Шри Ланка, Южна Африка и Япония.
Обитава крайбрежията и пясъчните дъна на сладководни и полусолени басейни и морета. Среща се на дълбочина от 0,5 до 110 m, при температура на водата от 22,8 до 28 °C и соленост 34,3 – 35,1 ‰.

## Описание
На дължина достигат до 21 cm.